# Sofia Scalchi
Sofia Scalchi (Torino, 29 novembre 1850 – Roma, 22 agosto 1922) è stata un contralto italiana, molto apprezzata nel repertorio verdiano.

## Biografia
La sua carriera era internazionale infatti è apparsa nei teatri più importanti in Europa ed in America. 
Ha studiato canto con Augusta Boccabadati. 
Nel 1866 ha fatto il suo debutto sul palcoscenico di Mantova come Ulrica in Un ballo in maschera di Verdi che ha cantato anche il 4 dicembre 1867 con Angelo Mariani (direttore d'orchestra), Teresa Stolz, Antonio Cotogni e Giuseppe Capponi (tenore) al Teatro Comunale di Bologna dove nel 1868 è Isaura ne Il giuramento (opera).
Il suo primo grande successo internazionale arrivò al Royal Opera House, Covent Garden, dove il 5 novembre 1868, ha fatto il suo debutto a Londra nel ruolo di Azucena ne Il trovatore di Verdi tornando nel 1870 come Neris in Medea (Cherubini) e nel 1877 Nancy-Julia in Martha (opera) con Francesco Graziani (baritono). 
È apparsa al Covent Garden successivamente fino al 1890, eseguendo ruoli operistici femminili come Amneris (Covent Garden 1876), Arsarce in Semiramide (Rossini) ed Urbain in Les Huguenots. 
Nel 1869 è Maddalena in Rigoletto diretta da Luigi Arditi al Theatre Royal di Glasgow ed al Theatre Royal di Edimburgo per la Grand Italian Opera e Second Lady in Die Zauberflöte per l'Italian Opera Company. 
Al Grand Théâtre de Monte Carlo nel 1882 è Frédéric in Mignon, Leonora ne La favorita con Victor Maurel, la contessa Ceprano/paggio in Rigoletto con Maurel, Marthe in Faust con Emma Albani e Maurel e Gertrude in Hamlet (opera) con la Albani.
Nel frattempo, nel 1882-1883, ha girato gli Stati Uniti per la prima volta, cantando in quell'occasione per James Henry Mapleson e nel dicembre 1882 a New York come Arsace in Semiramide (Rossini).
La Scalchi ha contribuito a fare la storia quando ha cantato nella nuova costruzione del Metropolitan Opera House di New York come Siebel nel Faust di Gounod, che ha inaugurato il teatro il 22 ottobre 1883 con Italo Campanini (tenore) e Christina Nilsson bissando "Parlatele d'amor"; il successivo 31 ottobre è Frédéric in Mignon diretta da Cleofonte Campanini bissando la gavotte "Ci sono. Ho tutto infranto"; il 24 gennaio 1884 è Zerlina in Don Giovanni (opera) con Giuseppe Kaschmann e Roberto Stagno nel Haverly's Theatre di Chicago ed in risposta alle ovazioni bissa "Batti, batti", "Vedrai carino" ed il duetto "Là ci darem la mano"; il successivo 19 marzo è Urbain in Les Huguenots con Marcella Sembrich e bissa "Nobil Signor".  
Tornò alla compagnia di Mapleson un anno più tardi, ma ritorna al Metropolitan nel 1891, dove avrebbe trascorso altre cinque stagioni fino al 24 aprile 1896 raggiungendo 244 recite del Met.
Ha preso parte a una serie di importanti anteprime americane, comprese Otello (Verdi) e Falstaff (Verdi). È apparsa anche nelle prime produzioni americane di La Gioconda di Ponchielli e Andrea Chénier (opera) di Giordano. 
Un anno dopo, il suo ritiro dal Met formò una propria compagnia di cantanti che poi intraprese un tour americano.
La sua morte avvenuta a Roma nel 1922.
Nel 1875-1876 ha sposato il conte Luigi Alberto Lolli, un aristocratico di Ferrara, diventando così la contessa Lolli. Dopo il suo matrimonio, è stata spesso presentata privatamente e pubblicamente annunciata su manifesti teatrali o programmi come "Sofia Scalchi-Lolli".